# Onthophagus acrisius
Onthophagus acrisius là một loài bọ cánh cứng trong họ Bọ hung (Scarabaeidae).